# El sanatorio
El sanatorio es una película costarricense de terror y comedia, filmada en el estilo de falso documental, dirigida por Miguel Gómez y protagonizada por Pablo Masís, Abelardo Vladich, Kabek Gutiérrez, Luis Bogantes, María Luisa Garita, Marielena Oreamuno, Olger González, Álvaro Marenco y Kurt Dyer, de 2010. 
Fue filmada en el Sanatorio Durán, un antiguo hospital para tuberculosos ubicado en la provincia de Cartago, Costa Rica, y su historia se basa en una leyenda urbana acerca de la existencia de fantasmas y fenómenos paranormales en dicho edificio.

## Sinopsis
Un grupo de jóvenes se aventura a realizar una investigación sobre los fantasmas que supuestamente habitan el Sanatorio Durán. Las personalidades de los protagonistas son singulares y disimiles. Sin embargo, los une su interés por grabar los acontecimientos que se dan en ese antiguo hospital. No están preparados para lo que van a encontrar.

## Reparto
- Luis Carlos Bogantes	- Luis Carlos Bogantes
- Kurt Dyer - Kurt Dyer
- María Luisa Garita - Lulú
- Olger González	- Esteban
- Kabek Gutiérrez - Papillo
- Álvaro Marenco - Juancito
- Pablo Masís -  Arturo
- Allen Obando Pinkay - Pedro
- María Elena Oreamuno - Mariana
- Josue Vargas Gómez - Niño fantasma
- belardo Vladich - Gaston
- jayleen Hernández - Jasinta
- Valeria Escobedo - Florentina

## Recepción y premios
El Sanatorio fue exhibida en cines nacionales y participó en festivales de cine fantástico en México, Brasil y Canadá. La crítica especializada nacional no fue condescendiente con el filme. William Venegas del diario La Nación criticó su "argumento mínimo", señaló que sus efectos visuales "atentan contra la coherencia narrativa del filme", criticó sus "malas actuaciones" y concluyó que "el filme no encuentra los hilos para llegar a ser un relato bien estructurado".
En el sitio IMDb, la película recibió una calificación promedio de 5.7/10, basada en las votaciones de 111 usuarios.
La película tuvo una mejor aceptación entre el público, principalmente joven, cosechando dos premios internacionales, la Calavera Dorada, otorgado por el público en el Festival de Cine Fantástico Mórbido de 2010 en México, y el premio Revelación del Fantaspoa International Fantastic Film Festival, en Brasil. Además, compitió en el Fantasia Internacional Film Festival, en Canadá.